# Міхаїл-Когелнічану (Галац)
Міхаїл-Когелнічану (рум. Mihail Kogălniceanu) — село у повіті Галац в Румунії. Входить до складу комуни Смирдан.
Село розташоване на відстані 186 км на північний схід від Бухареста, 12 км на північний захід від Галаца.

## Населення
За даними перепису населення 2002 року у селі проживали 811 осіб, усі — румуни. Усі жителі села рідною мовою назвали румунську.